# Orsogufo

Un orsogufo in Baldur's Gate III

L'orsogufo (in inglese owlbear o owl bear) è una creatura presente nel gioco di ruolo Dungeons & Dragons e in altre ambientazioni fantasy; introdotto nel 1975, è diventato uno dei mostri più iconici della serie.

## Creazione e sviluppo
L'orsogufo venne creato da Gary Gygax negli anni 1970; in quel periodo Gygax era alla ricerca di spunti per introdurre nuovi mostri per le partite di Chainmail che stava masterizzando, e che sarebbero poi diventati parte del corpus di creature di un altro gioco che stava sviluppando, ossia Dungeons & Dragons. Tra le varie cose a cui Gygax si ispirò vi era una serie di mostriciattoli di plastica prodotti da un'azienda di Hong Kong, simili a dinosauri, a kaijū o ad altri mostri mitologici, che in quel periodo venivano venduti etichettandoli come "animali preistorici": da questi Gygax trasse, tra gli altri, l'orsogufo, la bulette, l'umber hulk, il mostro di ruggine e il verme purpureo. La figurina che fece da base per l'orsogufo era una creatura bipede, pelosa e ingobbita, con una tozza e spessa coda, un lungo becco e una specie di chierica o toupet in testa; si trattava plausibilmente di un kappa (o, meno probabilmente, di un kaijū come Gomora o Telesdon).
La scheda dell'orsogufo venne pubblicata nel primo supplemento di Greyhawk del 1975, accompagnata da un'immagine che non aveva nulla a che vedere con la figurina di plastica che l'aveva ispirata e che rispecchiava invece il nome e la descrizione del mostro, essendo un incrocio tra un orso e un gufo. Nella prima edizione del Monster Manual del 1977 invece, l'immagine, disegnata da David Sutherland, riproduce fedelmente il suddetto mostriciattolo. Nelle pubblicazioni successive l'aspetto è variabile, ma generalmente viene rappresentato come una creatura quadrupede con corpo ursino e capo da rapace (sebbene in alcuni casi sembri più una testa d'aquila che non di gufo, rendendo l'orsogufo più simile a un grifone).

## Descrizione
La descrizione dell'orsogufo nei vari manuali ha subito leggere variazioni; per sommi capi, è alto dai 2,5 ai 3 metri (quando eretto sulle zampe posteriori), pesante fino a 680 Kg, con il corpo da orso e la testa da gufo. È carnivoro, noto per la sua ferocia e aggressività, e preda qualunque cosa sia più grande di un topo; il suo attacco tipico consiste di un "abbraccio" e di una beccata. È diurno, dimora in grotte o rovine ed è una creatura solitaria, che vive in coppia solo quanto basta per crescere i cuccioli; è oviparo, e le sue uova hanno un grande valore commerciale; va in letargo d'inverno e la durata media della vita è di circa vent'anni.
Nell'ambientazione di D&D, l'origine degli orsigufi è misteriosa, e nei primi manuali si dice siano stati prodotti dagli esperimenti genetici di un mago impazzito; nella quarta edizione di D&D si suggerisce invece che provengano dalle Feywild (uno dei piani di D&D), e nella quinta vengono citate entrambe le ipotesi; quale che sia l'origine, gli orsigufi si trovano ora in tutte le foreste dei Forgotten Realms. Vi sono molte varianti di orsogufo, tra cui quello delle nevi, quello a due teste e quello volante.

## Opere
Dalla sua introduzione nel supplemento di Greyhawk del 1975, l'orsogufo è presente in tutte le edizioni di Dungeons & Dragons, apparendo in diversi manuali e supplementi, inclusi Monster Manual (1977), Monstrous Compendium Volume One (1989), Dungeons & Dragons Game set (1991), Dungeons & Dragons Rules Cyclopedia (1991), Monstrous Manual (1993, dove è disegnato da Tony DiTerlizzi), Classic Dungeons & Dragons Game set (1994), Monstrous Compendium Annual Volume Three (1996), Dungeons & Dragons Adventure Game set  (1999), Monster Manual (2000-2003), Unapproachable East (2003), Bestiary of Kyrnn (2004-2007), Monster Manual (2008) e Monster Manual (2014), nonché in diversi numeri di Dungeon Adventures.
Compare in un buon numero di romanzi, fumetti e videogiochi di D&D (incluso Baldur's Gate III, dove i giocatori possono adottare un cucciolo di orsogufo) e nel film del 2023 Dungeons & Dragons - L'onore dei ladri, dove l'orsogufo è una delle forme animali che è in grado di assumere il personaggio di Doric, una druida (cosa che ha generato malumore in alcuni fan, dato che da regolamento i druidi non potrebbero trasformarsi in orsigufi).
Al di fuori di Dungeons & Dragons, l'orsogufo è presente in Pathfinder, come anche in diversi retrocloni di D&D, anche se con nome diverso. Gli orsigufi, o creature ad essi ispirate, appaiono in numerose altre ambientazioni fantasy, come Warcraft (i silvagufi, che erano chiamati proprio owlbears nel manuale di Warcraft III: Reign of Chaos) ed EverQuest.